# El hobbit: un viaje inesperado
El hobbit: un viaje inesperado (título original en inglés: The Hobbit: An Unexpected Journey) es la primera de las tres partes en las que se ha dividido la novela El hobbit, del escritor británico J. R. R. Tolkien, para su adaptación al cine. La idea de realizar la adaptación para la pantalla grande viene desde 1995, cuando Peter Jackson y Fran Walsh rodaban The Frighteners. Tras el rotundo éxito de la trilogía cinematográfica de El Señor de los Anillos (en 2001, 2002, y 2003 respectivamente), Jackson y Walsh volvieron sobre el proyecto de realizar El hobbit, pero esta vez con el director Guillermo del Toro a la cabeza. Tras la quiebra de los estudios MGM, Del Toro se apartó del proyecto, acreditado únicamente como guionista.
Peter Jackson se ocupó entonces de la dirección y puso en marcha la película en 2010, comenzando el rodaje el 21 de marzo de 2011.
Del Toro y Jackson ya habían contactado previamente con algunos de los actores que habían interpretado a alguno de los personajes en la trilogía anterior. Según las fuentes consultadas, la película contó con un presupuesto total de entre 200 y 316 millones de dólares.
Está protagonizada por Ian McKellen, Martin Freeman y Richard Armitage. Su preestreno fue el 28 de noviembre de 2012 en Wellington, localidad natal de Peter Jackson y sede de Weta, y el estreno comercial en todo el mundo el 13 de diciembre.
El hobbit: un viaje inesperado fue la primera película de la historia rodada en 48 fotogramas por segundo (fps), cuyo formato recibe el nombre de 3D HFR (que hace referencia a un 3D de 48 fps, ya que el 3D estándar se emite a 24 fps), y a 5K de resolución. La cinta también fue rodada a la vez en el formato estándar de 24 fps.

## Argumento
Un anciano hobbit Bilbo Bolsón está punto de cumplir 111 años, y decide escribir para su sobrino Frodo la narración completa sobre el inesperado viaje en el que se embarcó hace sesenta años. Comienza narrando la historia del fabuloso reino enano de Erebor, bajo la Montaña Solitaria, en la que los enanos extraían metales preciosos bajo el reinado de Thrór, el rey bajo la montaña. Sin embargo, tales riquezas despertaron la codicia de Smaug, el más grande de los dragones del Norte, y atacó Erebor y la Ciudad de Valle, expulsando a los enanos de su reino y apoderándose del ingente tesoro. 
Desde entonces, los enanos de Erebor se convirtieron en un pueblo errante y vagaron por muchas tierras, pero nunca olvidaron el ataque de Smaug y el viejo reino que les pertenecía. Tras contar la historia de Erebor, Bilbo pasa a relatar sus aventuras, iniciadas años atrás, cuando, en una apacible mañana mientras fuma delante de su agujero-hobbit, se encuentra con el mago Gandalf el Gris. Gandalf busca a alguien aventurero, pero Bilbo se niega rotundamente, ya que aborrece las aventuras tanto como todos los hobbits de la Comarca.
En la tarde del día siguiente, Bilbo casi no se acordaba de la cita con Gandalf cuando oye llamadas en la puerta. Del todo perplejo, ve cómo varios enanos se presentan en su casa saludando como quien no quiere la cosa y preparan una cena. Finalmente, se presenta Gandalf para estar presente en la reunión y esperan la llegada de un enano que parece ser de alto rango, nada más y nada menos que Thorin Escudo de Roble, príncipe enano nieto de Thrór, el último Rey Bajo la Montaña. 
Thorin y los doce enanos que lo acompañan han venido a la casa de Bilbo en busca de un saqueador de tesoros que les recomendó Gandalf, pues tienen el objetivo de viajar a la Montaña Solitaria para reconquistar el viejo tesoro que usurpó Smaug. Bilbo apenas es capaz de mantenerse en pie al oír que quieren traerlo a una aventura, y huye a su habitación a dormir no mucho tiempo después de que los enanos le expliquen el plan. Bilbo se despierta la mañana siguiente con la sensación de que la visita de los enanos fue solo un sueño, al descubrir que anoche le dejaron una nota diciendo que si quería aceptar el trabajo de saqueador, que se reuniera con ellos en Delagua. Sin saber él mismo lo que hace, un extraño sentimiento aventurero lo incita a salir de su agujero y correr apresuradamente a Delagua a reunirse con la Compañía de Thorin. Allí, con cierto pesar, descubre que la mayoría de los enanos no pensaban que se atreviera a acompañarlos y habían hecho una apuesta en la cual ganan Balin y Gandalf, que confía en el hobbit y sabe que es capaz de hacer más de lo que piensa.
El primer problema surge atravesando el Bosque de los Trolls, donde los trece enanos son atrapados por los trolls Berto, Tom y Guille. Bilbo, a pesar de temblar de pies a cabeza, logra entretenerlos lo suficiente hasta el amanecer, momento en el que Gandalf los expone a la luz del sol y los trolls se convierten en piedra. No muy lejos encuentran la guarida de los tres trolls, donde Gandalf toma a Glamdring, una espada que habían robado los trolls; y entrega una pequeña daga a Bilbo (a la que pone el nombre de Dardo), que brilla cuando hay orcos cerca. Por su parte, Thorin toma a Orcrist. Cerca del vado del Bruinen, el grupo se encuentra un día de improviso con Radagast el Pardo, un mago de la orden de los Istari, a la que pertenece Gandalf y el resto de magos. Radagast le cuenta a Gandalf temerosamente que en el Gran Bosque Verde, donde él vive, el mal está volviendo al bosque debido a que un misterioso nigromante se ha instalado en Dol Guldur, una antigua fortaleza que pertenecía a Mordor, ahora en ruinas, construida antes de la segunda derrota del señor Oscuro. En ese mismo momento, un grupo de orcos montados en huargos ataca al grupo, que logra escapar al valle secreto de Rivendel gracias a que Radagast los distrae y un grupo de elfos aparece de repente.
En Rivendel, Elrond, el señor de los elfos, acoge a la compañía de Thorin, aunque los enanos no se encuentran muy a gusto debido a que en el pasado, el rey Thranduil (de los elfos del Bosque Negro) no los ayudó cuando cayó la montaña Erebor ante el dragón Smaug. Galadriel (dama de Lórien), y Saruman el Blanco (líder de los magos istari) también se encuentran en Rivendel, debido a que se encuentran enterados del mal que ha surgido en el Bosque Negro. Así pues, en Rivendel tiene lugar el concilio blanco entre Elrond, Galadriel, Gandalf y Saruman. Gandalf sospecha que el Nigromante no es otro que Sauron, ya que no fue destruido del todo debido a la pérdida del anillo único por parte de Isildur. Sin embargo, la opinión de Saruman prevalece, y opina que el anillo único se ha perdido para siempre bajando del río Anduin al mar, añadiendo que el Nigromante sea seguramente el rey brujo con una nueva ofensiva. Mientras tanto, en Amon Sûl, los orcos que habían atacado a Thorin y compañía en el vado del río Bruinen avisan a su señor Azog que el enano Thorin Escudo-de-Roble está vivo. Varios siglos antes, Thorin había herido seriamente a Azog, en la batalla de Azanulbizar delante de las minas de Moria, y Azog juró vengarse de él desde entonces. En Rivendel, Thorin, Bilbo y los doce enanos parten de nuevo mientras Gandalf continúa en el concilio. 
Para continuar el viaje deben cruzar las peligrosas Montañas Nubladas, en las que un día de tormenta sobre ellas presencian un impresionante combate entre gigantes de piedra. Para refugiarse de la titánica batalla, se refugian en una cueva. Bilbo, tras ver los peligros de las montañas, cree que ha visto demasiado y se dispone a volver a su país por su cuenta mientras los enanos duermen. Bofur sin embargo lo descubre, y cómo cree en él, Bilbo decide quedarse. Sin embargo, Thorin, al quien el hobbit no le gusta, opina que a Bilbo no le interesa la expedición y que solamente será un estorbo.
En ese momento, una grieta se abre en la cueva y multitud de trasgos les salen al encuentro y capturan al grupo, pues la cueva era una de las muchas entradas de un sistema de túneles de los trasgos. Bilbo, al ser más pequeño que los enanos, logra evadir a sus captores, pero cuando parece que todos se han ido, un trasgo aparece por sorpresa y pelea con Bilbo. Al final, ambos pierden el equilibrio y caen hacía las profundidades de la cueva. Mientras, Thorin y compañía son conducidos ante Gran Trasgo, que los acusa de querer robar y ordena matarlos. En ese momento, en medio de un gran destello, Gandalf aparece e incita a los enanos a defenderse. Estos cogen sus espadas y empiezan a matar a los trasgos. Thorin supuestamente acaba, de un espadazo, con el jefe trasgo, que debido a su obesidad, cae al vacío. Thorin, Gandalf y los enanos huyen precipitadamente mientras los trasgos los persiguen. Bilbo se despierta y ve al trasgo que lo atacó moribundo. En ese momento, la criatura Gollum aparece y se alegra, ya que ha encontrado su comida. Mientras se lo lleva, el trasgo se despierta y Gollum agarra una piedra y le da repetidas veces con ella hasta que este se desmaya de nuevo. En medio de la pelea, a Gollum se le cae un anillo misterioso, pero este no se da cuenta. Bilbo lo coge y se lo guarda. A lo lejos oye a Gollum, quejandose de que el trasgo tiene muy poca carne. Bilbo observa escondido detrás de una piedra como Gollum lo desolla mientras canta. 
Cuando le da el golpe final al trasgo, Gollum gira la cabeza y ve a Bilbo. La criatura se acerca sigilosamente por encima de él y cuando este lo ve, Gollum salta y se pone frente a Bilbo sonriendo, creyendo que tiene más comida. Sin embargo, Bilbo amenaza a Gollum con su espada Dardo. Este se sorprende, ya que Gollum sabe que Bilbo no es un elfo y sin embargo, tiene una espada élfica. Gollum se emociona cuando oye que Bilbo le dice que es un hobbit, ya que nunca antes se ha comido uno. Bilbo le dice que basta de juegos y que ayude a salir de la cueva, a lo que Gollum oye la palabra "juegos" y le hace una adivinanza. Bilbo responde bien y le propone a Gollum jugar a los acertijos. Si Bilbo gana, Gollum le mostrará la salida de los túneles, pero si el ganador fuese Gollum, este se comería al hobbit. Los dos van lanzando adivinanzas extrañamente parecidas y finalmente Bilbo, nervioso juguetea con el Anillo que guarda en el bolsillo, preguntándose a él mismo «¿Qué tengo en el bolsillo?». Gollum lo interpreta como un acertijo, pero se enfada, ya que lo considera trampa al no saber que objeto tiene Bilbo. La criatura le pide a Bilbo tres intentos y al no acertar ninguno, se cae al suelo gimiendo. De repente, a Gollum se le ocurre la idea de coger su "tesoro" que es el anillo que Bilbo tiene y que hace invisible a quién se lo pone en el dedo. Al no encontrarlo, Gollum, muy alterado, deduce que Bilbo tiene su anillo, que debió caérsele mientras cazaba al trasgo. Gollum grita y lanza una piedra dispuesto a acabar con Bilbo. 
El hobbit corre y corre, e intenta atravesar una grieta, pero los botones de su chaqueta se lo impiden. En ese momento Gollum le ve y se acerca a este con cara de loco. Pero, al final, los botones de la chaqueta de Bilbo se rompen, permitiendo que el hobbit pase por la grieta. Bilbo tropieza y cae de espaldas, con lo que el anillo sale volando y termina en el dedo de Bilbo, volviéndolo invisible. Gollum se cuela por la grieta y el hobbit se da cuenta de que es invisible y sigue a la criatura intentando buscar una salida. Mientras, Gandalf y los enanos siguen huyendo, pero en el puente que conecta con la salida, el Gran Trasgo reaparece y le pega a Gandalf con su bastón. El mago reacciona y le clava su bastón en el ojo, luego le corta la barriga y por último la garganta. Debido al peso del Gran trasgo, el puente se rompe y Gandalf y los enanos caen. Cuando llegan al suelo, estos vieron cómo todos los trasgos bajaban la pared. Rápidamente, Gandalf conduce a los enanos hacia la salida, ya que solo la luz del Sol los salvará. En ese momento Gollum sale al camino principal, por dónde vienen Gandalf y los enanos. La criatura se esconde, y Bilbo, todavía invisible ve a Gandalf. Antes de salir, Bilbo, que tiene a Gollum delante de él, se siente tentado de degollarlo con su espada. Pero, al ver llorar a Gollum porque ha perdido su anillo, un sentimiento compasivo le hace apiadarse de él y respira profundamente. En ese momento, Gollum oye su respiración y deduce que Bilbo está detrás de él, pero el hobbit salta a Gollum y se escapa, mientras Gollum dice: -Bolsón, ladrón...Maldito seas, te odiamos para siempre-.  
Bilbo se reúne de nuevo con el grupo de Thorin al oír sus voces, pero no le dice nada a nadie sobre el hallazgo del anillo. Tras una persecución por la subterránea Ciudad de los Trasgos, la compañía de Thorin, Gandalf y Bilbo sale al exterior solo para caer ahora en terreno de una manada de inmensos lobos huargos, que se pone a perseguirlos inmediatamente. Los quince miembros se suben a un abeto situado al lado de un barranco para salvarse de los huargos cuando descubren que la manada estaba capitaneada por el orco Azog, que iba en busca de Thorin. Nada más verse, Azog y Thorin salen al encuentro para enfrentarse, pero Thorin recibe un golpe del orco que lo tira al suelo. Un inesperado golpe de valentía aparece en Bilbo, que baja del árbol también para proteger a Thorin a pesar del miedo que siente. 
Los otros enanos lo siguen para enfrentarse a los otros orcos de Azog en un desesperado combate. Por suerte, un grupo de águilas, amigas de Radagast, baja de las alturas de las montañas y recogiendo a los miembros de la compañía de Thorin, los trae a un lugar seguro que mira al este, sobre el río Grande y el Bosque Negro, divisándose, bien lejos, la Montaña Solitaria. El grupo está ya en las Tierras Salvajes, y Thorin, que estaba inconsciente por la caída, se reanima y pide perdón a Bilbo por su desconfianza, lleno de gratitud hacia el hobbit por haberlo salvado. Mientras los viajeros contemplan su destino, un zorzal levanta el vuelo y llega a la Montaña Solitaria, donde captura un caracol y lo golpea contra una piedra para engullirlo. El eco de los golpes resuena en el interior de la montaña, donde el dragón Smaug despierta dando final a la película.

## Reparto

### La compañía de Thorin
- Martin Freeman como el hobbit Bilbo Bolsón.
- Ian McKellen como el mago Gandalf el Gris, miembro de El Concilio Blanco.
- Richard Armitage como el enano Thorin Escudo de Roble.
- Ken Stott como el enano historiador Balin, canoso y de barba bifurcada; hermano de Dwalin.
- James Nesbitt como el enano Bofur, con mostachos y gorro tipo ruso.
- Graham McTavish como el enano Dwalin, con tatuaje en la calva; hermano de Balin.
- William Kircher como el enano Bifur (con un hacha clavada en el cráneo) y el troll Tom.
- Stephen Hunter como el obeso enano Bombur.
- Dean O'Gorman como el joven enano rubio Fíli, de rasgos humanos.
- Aidan Turner como el joven enano moreno Kíli, de rasgos humanos.
- John Callen como el enano Óin, con el bigote canoso trenzado con la barba.
- Peter Hambleton como el enano Glóin ―con barba y cabellos muy largos color café― y el troll Guille.
- Jed Brophy como el enano Nori, con el cabello y la barba peinados en tres puntas como una estrella.
- Mark Hadlow como el enano Dori ―muy canoso, con la barba corta y trenzada― y el troll Berto.
- Adam Brown como el enano más joven, Ori, de ojos redondos.
- Jeffrey Thomas como el enano Thrór.
- Michael Mizrahi como el enano Thráin.

### El Concilio Blanco
- Cate Blanchett como la elfa Galadriel.
- Hugo Weaving como Elrond, el medioelfo.
- Christopher Lee como el mago Saruman el Blanco.

### Elfos Sindar
- Lee Pace como Thranduil, rey de los elfos del Bosque Negro.
- Jarred Blakiston como Musical Elf.
- Andrew Fitzsimons como Elf.
- Branden Casey y Cameron Jones como Thranduil's Lieutenant.

### Antagonistas
- Andy Serkis como Gollum.
- Barry Humphries como el Gran Trasgo, el obeso y gigante rey de los Trasgos.
- Manu Bennett como el pálido orco Azog el Profanador.
- Conan Stevens como el orco líder gigante Bolgo.
- John Rawls como Yazneg.[nota 1]
- Stephen Ure como Fimbul[nota 1] y Grinnah.[nota 1]
- Timothy Bartlett como maese Worrywort.[nota 1]
- Kiran Shah como un pequeño y deforme escriba trasgo (goblin).
- Benedict Cumberbatch como El Nigromante.

### Otros
- Luke Evans como Girion, el hombre protector de la ciudad de Valle, que fue destruida por el dragón Smaug
- Bret McKenzie como el Lindir.
- Glenn Boswell como un minero enano.
- Thomas Robins como el enano Thráin de joven.
- Sylvester McCoy como el mago Radagast el Pardo, amigo de los animales.

### Prólogo
- Ian Holm como el anciano hobbit Bilbo Bolsón.
- Elijah Wood como el hobbit Frodo Bolsón.

### Solo en la versión extendida
- Dan Hennah como Gerontius Tuk.
- Sonia Forbes Adam como Belladonna Tuk.
- Oscar Strike como el pequeño Bilbo Bolsón.
- Erin Banks como Lobelia Sacovilla-Bolsón.

También aparecen, sin voz, el Rey Brujo de Angmar, Sebastian y Smaug.

## Producción

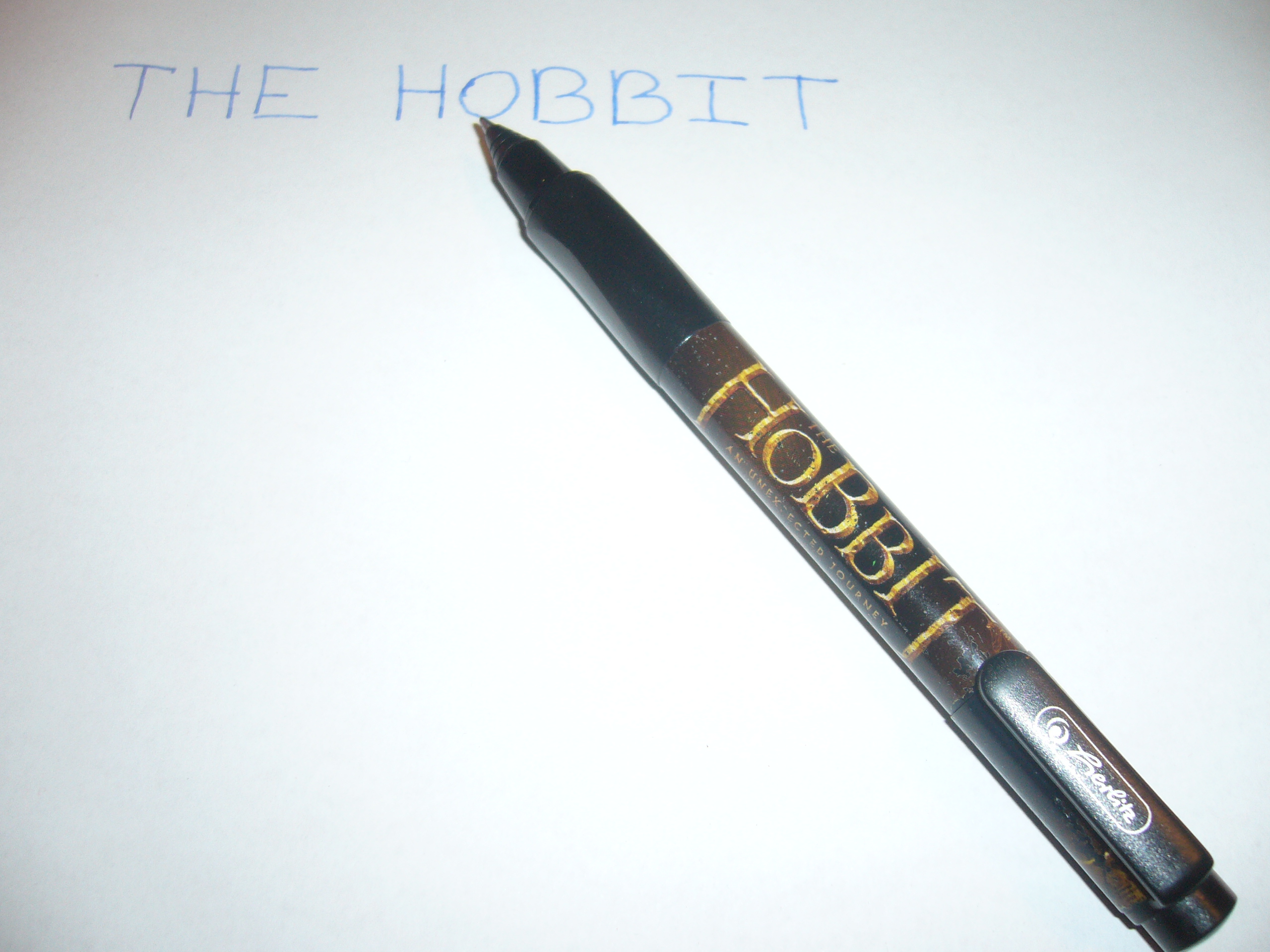
Bolígrafo recargable de la marca Herlitz con decoración de la película.

Una adaptación cinematográfica de la novela de J. R. R. Tolkien El hobbit (1937) estuvo en desarrollo durante varios años después del éxito crítico y financiero de la trilogía cinematográfica de El Señor de los Anillos (2001-2003), coescrita, coproducida y dirigida por Peter Jackson. Jackson inicialmente iba a producir una adaptación de dos partes de El hobbit, la cual iba a ser dirigida por Guillermo del Toro.
Del Toro dejó el proyecto en mayo de 2010, luego de unos dos años de trabajar con Jackson y su equipo de producción, debido a retrasos causados en parte por los problemas financieros de la Metro-Goldwyn-Mayer.
Jackson fue anunciado como director ese mismo octubre.
Las películas de El hobbit fueron producidas consecutivamente, como las películas de El Señor de los Anillos. El rodaje de las películas de El hobbit comenzó el 21 de marzo de 2011 en Nueva Zelanda y finalizó el 6 de julio de 2012, luego de 266 días de filmación.
Además, algunos pick-ups de Un viaje inesperado fueron rodados en julio de 2012.
El trabajo en la película fue completado el 26 de noviembre, justo dos días antes del estreno de la película en Wellington.

### High Frame Rate
El hobbit: un viaje inesperado usó una velocidad de grabación y proyección de 48 fotogramas por segundo, siendo la primera película de amplia difusión en hacerlo.
Esta nueva velocidad de proyección fue anunciada como High Frame Rate para el público general. Sin embargo, la mayoría de los cines proyectó a la película en el estándar de la industria (24 fps), luego de ser convertida.

## Banda sonora
La banda sonora de Un viaje inesperado fue compuesta por Howard Shore.
Fue realizada por la Orquesta Filarmónica de Londres y presentó a varios solistas. La canción original «Song of the Lonely Mountain», cantada por Neil Finn, sirvió como el tema de los créditos. El álbum recibió nominaciones para varios premios y alcanzó el punto máximo en los diez primeros éxitos en Corea y Estados Unidos.
Edición estándar
| Disco 1 |                                                                                                   |          |  |
| N.º     | Título                                                                                            | Duración |  |
| 1.      | «My Dear Frodo»                                                                                   | 8:04     |  |
| 2.      | «Old Friends»                                                                                     | 4:29     |  |
| 3.      | «An Unexpected Party»                                                                             | 3:52     |  |
| 4.      | «Axe or Sword?»                                                                                   | 5:57     |  |
| 5.      | «Misty Mountains» (interpretada por el reparto de enanos con Richard Armitage como voz principal) | 1:42     |  |
| 6.      | «The World is Ahead»                                                                              | 2:19     |  |
| 8.      | «An Ancient Enemy»                                                                                | 4:58     |  |
| 9.      | «Radagast the Brown»                                                                              | 4:54     |  |
| 10.     | «Roast Mutton»                                                                                    | 4:02     |  |
| 11.     | «A Troll-hoard»                                                                                   | 2:38     |  |
| 12.     | «The Hill of Sorcery»                                                                             | 3:50     |  |
| 13.     | «Warg-scouts»                                                                                     | 3:02     |  |
| 14.     | «Euphoria»                                                                                        | 3:34     |  |

| Disco 2 |                                                            |          |  |
| N.º     | Título                                                     | Duración |  |
| 1.      | «The Hidden Valley»                                        | 3:50     |  |
| 2.      | «Moon Runes»                                               | 3:20     |  |
| 3.      | «The Defiler»                                              | 1:13     |  |
| 4.      | «The White Council»                                        | 7:19     |  |
| 5.      | «Over Hill»                                                | 3:43     |  |
| 6.      | «A Thunder Battle»                                         | 3:55     |  |
| 7.      | «Under Hill»                                               | 1:55     |  |
| 8.      | «Riddles in the Dark»                                      | 5:21     |  |
| 9.      | «Brass Buttons»                                            | 7:37     |  |
| 10.     | «Out of the Frying-Pan»                                    | 5:54     |  |
| 11.     | «A Good Omen»                                              | 5:64     |  |
| 12.     | «Song of the Lonely Mountain» (interpretada por Neil Finn) | 4:09     |  |
| 13.     | «Dreaming of Bag End»                                      | 1:49     |  |
| 14.     | «When the music dies»                                      | 3:13     |  |

Edición especial
| Disco 1 |                                                                                                   |          |  |
| N.º     | Título                                                                                            | Duración |  |
| 1.      | «My Dear Frodo»                                                                                   | 8:03     |  |
| 2.      | «Old Friends» (versión extendida)                                                                 | 5:00     |  |
| 3.      | «An Unexpected Party»                                                                             | 4:08     |  |
| 4.      | «Blunt the Knives» (interpretada por el reparto de enanos, pista extra exclusiva)                 | 1:01     |  |
| 5.      | «Axe or Sword?»                                                                                   | 5:59     |  |
| 6.      | «Misty Mountains» (interpretada por el reparto de enanos con Richard Armitage como voz principal) | 1:42     |  |
| 7.      | «The Adventure Begins»                                                                            | 2:04     |  |
| 8.      | «The World is Ahead»                                                                              | 2:19     |  |
| 9.      | «An Ancient Enemy»                                                                                | 4:56     |  |
| 10.     | «Radagast the Brown» (versión extendida)                                                          | 6:37     |  |
| 11.     | «The Trollshaws» (pista extra exclusiva)                                                          | 2:08     |  |
| 12.     | «Roast Mutton» (versión extendida)                                                                | 4:56     |  |
| 13.     | «A Troll-hoard»                                                                                   | 3:38     |  |
| 14.     | «The Hill of Sorcery»                                                                             | 3:50     |  |
| 15.     | «Warg-scouts»                                                                                     | 3:02     |  |

| Disco 2 |                                                                               |          |  |
| N.º     | Título                                                                        | Duración |  |
| 1.      | «The Hidden Valley»                                                           | 2:49     |  |
| 2.      | «Moon Runes» (versión extendida)                                              | 3:39     |  |
| 3.      | «The Defiler»                                                                 | 1:14     |  |
| 4.      | «The White Council» (versión extendida)                                       | 9:40     |  |
| 5.      | «Over Hill»                                                                   | 3:42     |  |
| 6.      | «A Thunder Battle»                                                            | 3:54     |  |
| 7.      | «Under Hill»                                                                  | 1:54     |  |
| 8.      | «Riddles in the Dark»                                                         | 5:21     |  |
| 9.      | «Brass Buttons»                                                               | 7:37     |  |
| 10.     | «Out of the Frying-Pan»                                                       | 5:55     |  |
| 11.     | «A Good Omen»                                                                 | 5:45     |  |
| 12.     | «Song of the Lonely Mountain» (interpretada por Neil Finn, versión extendida) | 6:00     |  |
| 13.     | «Dreaming of Bag End»                                                         | 1:56     |  |
| 14.     | «A Very Respectable Hobbit» (pista extra exclusiva)                           | 1:20     |  |
| 15.     | «Erebor» (pista extra exclusiva)                                              | 1:19     |  |
| 16.     | «The Dwarf Lords» (pista extra exclusiva)                                     | 2:01     |  |
| 17.     | «The Edge of the Wild» (pista extra exclusiva)                                | 3:34     |  |

## Distribución

### Mercadotecnia
El primer tráiler de El hobbit: un viaje inesperado fue proyectada por primera vez antes de la película producida por Jackson Las aventuras de Tintín: el secreto del Unicornio en Estados Unidos el 21 de diciembre de 2011, y fue publicado en Internet el mismo día.
Geoff Boucher de Los Angeles Times dijo que "Si bien fue demasiado fugaz, había suficiente en ella para agitar el corazón de los fans." 
Jen Chaney de The Washington Post dijo que "Visual y tonalmente, esta vista previa de ['El hobbit: un viaje inesperado'] parece un complemento ideal para las historias de Frodo Bolsón que se estrenaros en 2001, 2002 y 2003. [...] Pero la trama no es el tema principal del tráiler... Todo este video trata de familiarizarnos nuevamente con la Tierra Media." 
Jackson, Freeman, McKellen, Armitage, Serkis, Wood y la coguionista Philippa Boyens aparecieron en la Convención Internacional de Cómics de San Diego de 2012 promocionando la película y proyectando 12 minutos de metraje.
El 8 de octubre de 2012, el alcalde de Wellington Celia Wade-Brown anunció que, para la semana del estreno de El hobbit: un viaje inesperado, la capital de Nueva Zelanda sería renombrada el «Medio de la Tierra Media».

### Estreno en cines

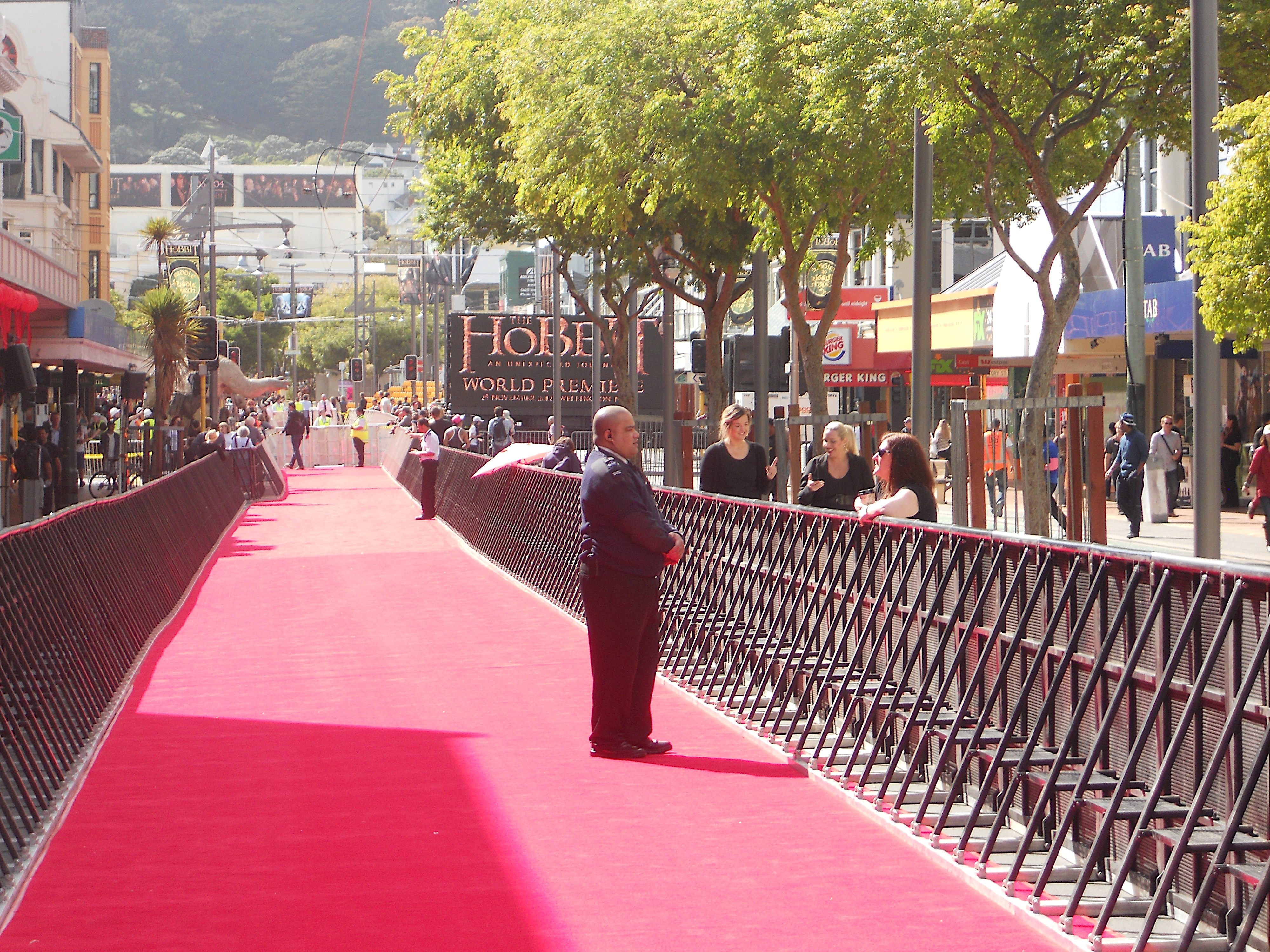
La alfombra roja preparada para el estreno mundial de la película en Wellington.

El estreno mundial de El hobbit: un viaje inesperado tomó lugar el 28 de noviembre de 2012 en Wellington, Nueva Zelanda, con un estreno en cines completo en Nueva Zelanda el 12 de diciembre de 2012. La película fue estrenada el 13 de diciembre de 2012 en Europa, el 14 de diciembre en India, Canadá y Estados Unidos, y el 26 de diciembre en Australia. También fue proyectada en la 65.º Royal Film Performance en Londres el 12 de diciembre.
Alrededor de 100.000 personas hicieron fila en la alfombra roja en Courtenay Place para el estreno de la película, y el evento entero fue transmitido en vivo por televisión en Nueva Zelanda, así como circuló por Internet.

### Ediciones para el mercado doméstico
El hobbit: un viaje inesperado fue lanzada en DVD, Blu-ray y Blu-ray 3D el 19 de marzo de 2013 en Estados Unidos, y el 8 de abril del mismo año en Europa y el resto de América.
La edición extendida, que contiene 13 minutos de metraje adicional y nueve horas de material extra, fue lanzada el 5 de noviembre de 2013.

## Recepción

### Taquilla
El hobbit: un viaje inesperado batió en su primer fin de semana el récord de recaudación para un estreno en diciembre en los Estados Unidos, con 84,8 millones de dólares con lo que superó la anterior marca que estaba en posesión de Soy leyenda con 77,2 millones de dólares en 2007; de igual manera la película de Jackson a nivel internacional también fue un éxito durante su primer fin de semana recaudando cerca de 140 millones de dólares. Durante su segundo fin de semana recaudó en la taquilla norteamericana un total de 37,6 millones de dólares, lo que la llevó a alcanzar una recaudación global desde su estreno de 434 millones de dólares. En su tercer fin de semana de exhibición en las salas nortemaricanas la película logró recaudar cerca de 33 millones de dólares que sumado a lo recaudado en los demás países del mundo, la llevó a alcanzar los 692 millones de dólares desde su estreno.
Para su cuarto fin de semana de exhibición el El hobbit: un viaje inesperado perdió el primer lugar de las recaudaciones domésticas con el estreno de Texas Chainsaw 3D, sin embargo logró una recaudación local de 17,5 millones de dólares que añadido a los 56,1 millones recaudados en los territorios de ultramar la impulso a alcanzar los 825 millones de recaudación global desde su estreno.
Después de once semanas de exhibición,
El hobbit: un viaje inesperado logró superar la marca de los mil millones de dólares recaudados a nivel mundial, convirtiéndose en la decimoquinta película en lograrlo y la segunda del director Peter Jackson; gracias a los 37,3 millones de dólares recaudados en China durante sus primeros diez días de exhibición, la película alcanzó los setecientos millones de dólares de recaudación extranjera, que sumados a los 301,4 millones recaudados en la taquilla doméstica la impulsaron a sobrepasar los mil millones en total.

### Crítica

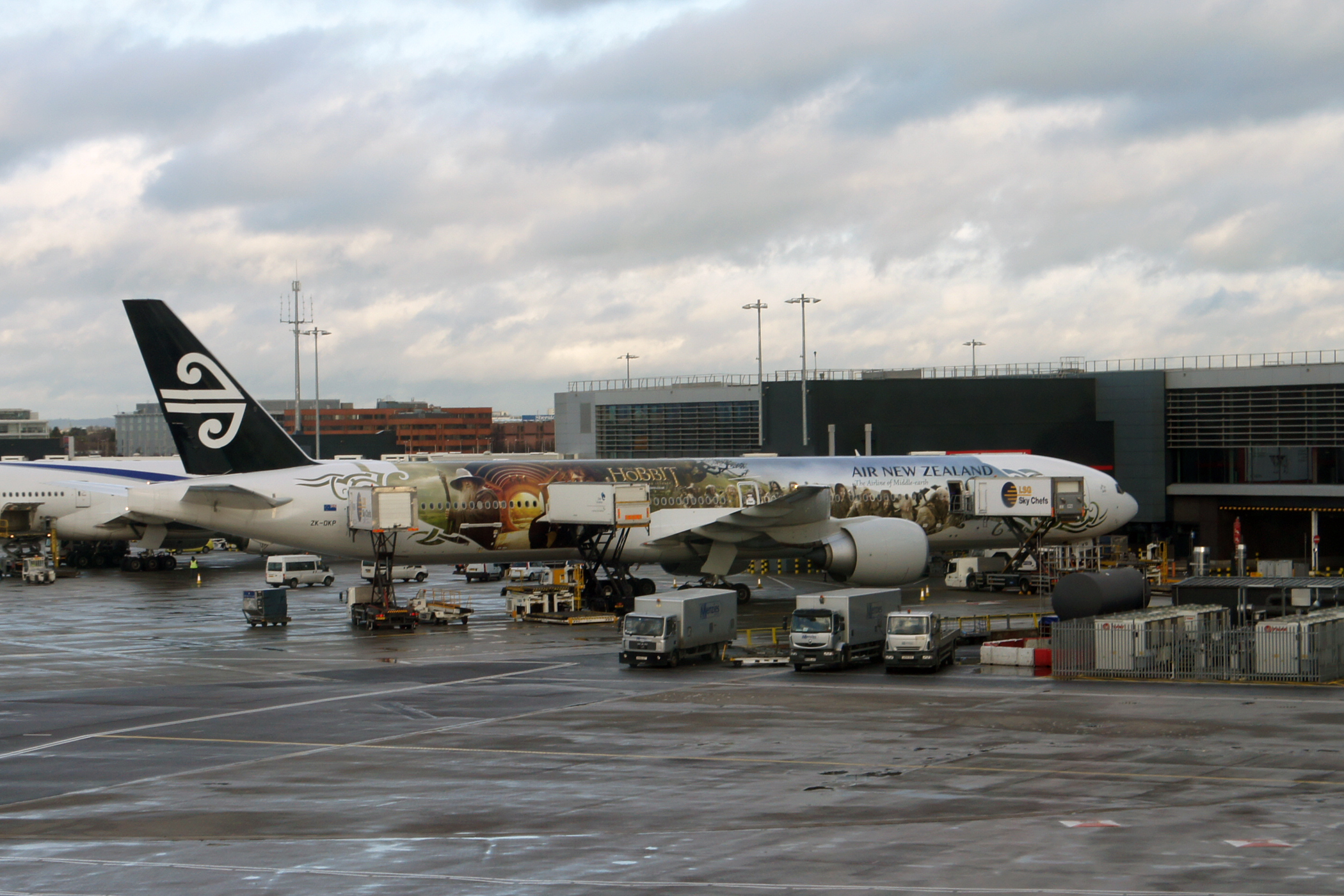
Boeing 777-300 de Air New Zealand con el liverly «La aerolínea de la Tierra Media» en el Aeropuerto de Londres-Heathrow usado para promover la película El hobbit: un viaje inesperado.

La web Rotten Tomatoes la aprueba con un 65% de los votos y le otorga a la película una puntuación de 6,6 sobre 10 con base en las 270 críticas que recopila de otros medios y concluye que «El regreso de Peter Jackson a la Tierra Media es un viaje fervoroso y resplandeciente, pero el ritmo pausado le quita algo de su grandeza a la historia».
Por otro lado, Metacritic le da 58 puntos sobre 100 sobre la base de cuarenta críticas de otros medios especializados.
Por su parte, IMDb le da 8,1 sobre 10 basándose en 350 000 votos.
FilmAffinity le da 7,1 sobre 10, basándose en más de 64 000 votos.
Carlos Boyero, en su crítica para el diario El País, afirmó que, años antes, la trilogía fílmica de El Señor de los Anillos le provocó «los efectos de un somnífero infalible» y que «El hobbit es más de lo mismo».
Sergi Sánchez, de La Razón, lo describió como «un filme impecable, minucioso, pulido hasta el delirio», pero añadió que Jackson «se ha olvidado de inyectarle algo de vida al conjunto» debido a su obsesión por satisfacer a los seguidores de Tolkien y su trilogía.

### Premios y nominaciones
| Premio                                         | Categoría                                                                                          | Nominado(s)                                                                                      | Resultado |
| ---------------------------------------------- | -------------------------------------------------------------------------------------------------- | ------------------------------------------------------------------------------------------------ | --------- |
| ASCAP Awards                                   | Mayor taquilla                                                                                     | Howard Shore                                                                                     | Ganador   |
| Premios Óscar                                  | Mejores efectos visuales                                                                           | Joe Letteri, Eric Saindon, David Clayton y R. Christopher White                                  | Nominados |
| Premios Óscar                                  | Mejor maquillaje y peluquería                                                                      | Peter Swords King, Rick Findlater y Tami Lane                                                    | Nominados |
| Premios Óscar                                  | Mejor dirección artística                                                                          | Dane Hennah, Ra Vincent y Simon Bright                                                           | Nominados |
| Premios Óscar                                  | Logro científico o técnico                                                                         | Simon Clutterbuck, James Jacobs y Dr. Richard Dorling                                            | Ganadores |
| Art Directors Guild                            | Excelencia en dirección artística para una película fantástica                                     | Dan Hennah                                                                                       | Nominado  |
| Australia Box Office Awards                    | Premio Real D a la película 3D de más alta recaudación en Australia                                |                                                                                                  | Ganadora  |
| Australia Box Office Awards                    | Premio Real D a la película de más alta recaudación en Nueva Zelanda                               |                                                                                                  | Ganadora  |
| Premios BAFTA                                  | Mejores efectos visules                                                                            |                                                                                                  | Nominada  |
| Premios BAFTA                                  | Mejor maquillaje y peluquería                                                                      |                                                                                                  | Nominada  |
| Premios BAFTA                                  | Mejor sonido                                                                                       |                                                                                                  | Nominada  |
| British Fantasy Awards                         | Mejor guion                                                                                        | Peter Jackson, Philippa Boyens, Fran Walsh y Guillermo del Toro                                  | Nominados |
| Broadcast Film Critics Association             | Dirección artística                                                                                | Dan Hennah, Ra Vincent y Simon Bright                                                            | Nominados |
| Broadcast Film Critics Association             | Diseño de vestuario                                                                                | Bob Buck, Ann Maskrey y Richard Taylor                                                           | Nominados |
| Broadcast Film Critics Association             | Maquillaje                                                                                         |                                                                                                  | Nominada  |
| Broadcast Film Critics Association             | Efectos visuales                                                                                   |                                                                                                  | Nominada  |
| Central Ohio Film Critics Association          | Mejor música                                                                                       | Howard Shore                                                                                     | Nominado  |
| Cinema Audio Society                           | Mejor mezcla de sonido                                                                             | Tony Johnson, Christopher Boyes, Michael Hedges y Michael Semanick                               | Nominados |
| Colonne Sonore Awards                          | Mejor música de una película de lengua extranjera                                                  | Howard Shore                                                                                     | Ganador   |
| Constellation Awards                           | Mejor película de ciencia ficción, película para TV o miniserie de 2012                            |                                                                                                  | Nominada  |
| Constellation Awards                           | Mejor desempeño masculino en una película de ciencia ficción, película para TV o miniserie de 2012 | Martin Freeman                                                                                   | Nominado  |
| Costume Designers Guild                        | Película fantástica                                                                                | Richard Taylor y Bob Buck                                                                        | Nominados |
| Premios Empire                                 | Mejor Sci-Fi/Fantasía                                                                              |                                                                                                  | Ganadora  |
| Premios Empire                                 | Mejor 3D                                                                                           |                                                                                                  | Nominada  |
| Premios Empire                                 | Mejor director                                                                                     | Peter Jackson                                                                                    | Nominado  |
| Premios Empire                                 | Mejor actor                                                                                        | Martin Freeman                                                                                   | Ganador   |
| Premios Empire                                 | Mejor película                                                                                     |                                                                                                  | Nominada  |
| Georgia Film Critics Association               | Mejor diseño de producción                                                                         | Dan Hennah                                                                                       | Nominado  |
| Golden Trailer Awards                          | Mejor animación/familiar                                                                           |                                                                                                  | Nominada  |
| Golden Trailer Awards                          | Publicidad más innovadora de una película                                                          |                                                                                                  | Nominada  |
| Houston Film Critics Society                   | Mejor canción original                                                                             | Howard Shore                                                                                     | Nominado  |
| Houston Film Critics Society                   | Logro técnico                                                                                      |                                                                                                  | Ganadora  |
| Hollywood Post Alliance Awards                 | Mejores efectos visuales - Película                                                                | Joe Letteri, Eric Saindon, David Clayton y R.Christopher White                                   | Nominados |
| Premios Hugo                                   | Mejor representación dramática - Forma larga                                                       | Peter Jackson, Philippa Boyens, Fran Walsh y Guillermo del Toro                                  | Nominados |
| IGN People's Choice Awards                     | Mejor película fantástica                                                                          |                                                                                                  | Ganadora  |
| International Film Music Critics Association   | Banda sonora del año                                                                               | Howard Shore                                                                                     | Nominado  |
| International Film Music Critics Association   | Mejor banda sonora original de película fantástica/ciencia ficción/horror                          | Howard Shore                                                                                     | Nominado  |
| IMP Awards                                     | Mejor póster de película                                                                           |                                                                                                  | Nominada  |
| IMP Awards                                     | Mejor póster de conjunto de personajes                                                             |                                                                                                  | Nominada  |
| IMP Awards                                     | Mejor póster de película, edición especial                                                         |                                                                                                  | Nominada  |
| Kennag! Awards                                 | Mejor película                                                                                     |                                                                                                  | Ganadora  |
| Golden Reel Awards                             | Mejor edición de sonido: Música en una película                                                    |                                                                                                  | Nominada  |
| Golden Reel Awards                             | Mejor edición de sonido: Diálogo y ADR en una película                                             |                                                                                                  | Nominada  |
| Golden Reel Awards                             | Mejor edición de sonido: Efectos de sonido y foley en una película                                 |                                                                                                  | Nominada  |
| MovieGuide Awards                              | Mejor película para audiencias maduras                                                             |                                                                                                  | Nominada  |
| MTV Movie Awards                               | Mejor héroe                                                                                        | Martin Freeman                                                                                   | Ganador   |
| MTV Movie Awards                               | Mejor desempeño                                                                                    | Martin Freeman                                                                                   | Nominado  |
| New Zealand Movie Awards                       | Película del año                                                                                   |                                                                                                  | Ganadora  |
| New Zealand Movie Awards                       | Mejor Sci-Fi/Fantasía                                                                              |                                                                                                  | Nominada  |
| New Zealand Movie Awards                       | Mejor director                                                                                     | Peter Jackson                                                                                    | Ganador   |
| New Zealand Movie Awards                       | Héroe del año                                                                                      | Martin Freeman                                                                                   | Nominado  |
| NME Awards                                     | Mejor película                                                                                     |                                                                                                  | Ganadora  |
| Premios Phoenix Film Critics Society           | Diseño de producción                                                                               | Dan Hennah                                                                                       | Nominado  |
| Premios Phoenix Film Critics Society           | Diseño de vestuario                                                                                | Bob Buck, Ann Maskrey y Richard Taylor                                                           | Nominados |
| Premios Phoenix Film Critics Society           | Efectos visuales                                                                                   |                                                                                                  | Nominada  |
| Rembrandt Awards                               | Mejor película internacional                                                                       |                                                                                                  | Nominada  |
| Premios Saturn                                 | |                                                                                                  |           |
| Mejor película fantástica                      | | Nominada                                                                                         |           |
| Mejor director                                 | Peter Jackson                                                                                      | Nominado                                                                                         |           |
| Mejor actor                                    | Martin Freeman                                                                                     | Nominado                                                                                         |           |
| Mejor actor de reparto                         | Ian McKellen                                                                                       | Nominado                                                                                         |           |
| Mejor música                                   | Howard Shore                                                                                       | Nominado                                                                                         |           |
| Mejor diseño de producción                     | Dan Hennah                                                                                         | Ganador                                                                                          |           |
| Mejor vestuario                                | Bob Buck, Ann Maskrey y Richard Taylor                                                             | Nominados                                                                                        |           |
| Mejor maquillaje                               | Peter Swords King, Rick Findlater y Tami Lane                                                      | Nominados                                                                                        |           |
| Mejores efectos especiales                     | Joe Letteri, Eric Saindon, David Clayton y R. Christopher White                                    | Nominados                                                                                        |           |
| SFX Awards                                     | Mejor película                                                                                     |                                                                                                  | 2º lugar  |
| SFX Awards                                     | Mejor director                                                                                     | Peter Jackson                                                                                    | 2º lugar  |
| SFX Awards                                     | Mejor actor                                                                                        | Martin Freeman                                                                                   | Nominado  |
| SFX Awards                                     | Mejor actor                                                                                        | Ian McKellen                                                                                     | Nominado  |
| SFX Awards                                     | Mejor actor                                                                                        | Richard Armitage                                                                                 | 2º lugar  |
| SFX Awards                                     | Hombre más sexy                                                                                    | Aidan Turner                                                                                     | 7º lugar  |
| Total Film Hotlist Awards                      | Tráiler más caliente                                                                               |                                                                                                  | Ganadora  |
| Total Film Hotlist Awards                      | Director más caliente                                                                              | Peter Jackson                                                                                    | Nominado  |
| Total Film Hotlist Awards                      | Actor más caliente                                                                                 | Martin Freeman                                                                                   | Nominado  |
| Total Film Hotlist Awards                      | Actor más caliente                                                                                 | Benedict Cumberbatch                                                                             | Nominado  |
| Tumblr Movie Awards                            | Mejor película                                                                                     |                                                                                                  | Ganadora  |
| Tumblr Movie Awards                            | Mejor dirección                                                                                    | Peter Jackson                                                                                    | Nominado  |
| Tumblr Movie Awards                            | Mejor película de acción                                                                           |                                                                                                  | Nominada  |
| Tumblr Movie Awards                            | Mejor actor principal                                                                              | Martin Freeman                                                                                   | Nominado  |
| Tumblr Movie Awards                            | Mejor guion adaptado                                                                               |                                                                                                  | Ganadora  |
| Tumblr Movie Awards                            | Mejor canción en una película                                                                      | «Song of The Lonely Mountain»                                                                    | Nominada  |
| Tumblr Movie Awards                            | Mejor música original                                                                              |                                                                                                  | Nominada  |
| Tumblr Movie Awards                            | Mejor fotografía                                                                                   |                                                                                                  | Nominada  |
| Tumblr Movie Awards                            | Mejor dirección artística                                                                          |                                                                                                  | Ganadora  |
| Tumblr Movie Awards                            | Mejor efectos visuales                                                                             |                                                                                                  | Nominada  |
| Tumblr Movie Awards                            | Mejor escena de película                                                                           | Los acertijos de Bilbo y Gollum                                                                  | Nominados |
| Tumblr Movie Awards                            | Mejor tripulación                                                                                  | Martin Freeman y Richard Armitage                                                                | Nominados |
| Visual Effects Society                         | Mejores efectos visuales en una película                                                           | Joe Letteri, Eileen Moran, Eric Saindon, Kevin L. Sherwood                                       | Ganadores |
| Visual Effects Society                         | Mejor personaje animado en una película de acción en vivo                                          | El Gran Trasgo: Barry Humphries, Jung Min Chan, James Jacobs, David Clayton y Guillaume Francois | Nominados |
| Visual Effects Society                         | Mejor personaje animado en una película de acción en vivo                                          | Gollum: Andy Serkis, Gino Acevedo, Alessandro Bonora, Jeff Capogreco, Kevin Estey                | Nominados |
| Visual Effects Society                         | Mejor entorno creado en una película de acción en vivo                                             | Ciudad de los Trasgos: Ryan Arcus, Simon Jung, Alastair Maher y Anthony M.Patti                  | Nominados |
| Visual Effects Society                         | Mejor fotografía virtual en una película de acción en vivo                                         | Matt Aitken, Victor Huang, Christian Rivers, R. Christopher White                                | Ganadores |
| Visual Effects Society                         | Mejores efectos y simulación de animación en una película de acción en vivo                        | Areito Echevarria, Chet Leavai, Garry Runke y Francois Sugny                                     | Nominados |
| Visual Effects Society                         | Mejor composición en una película                                                                  | Jean-Luc Azzis, Steven Mcgillen, Christoph Salzmann y Charles Tait                               | Nominados |
| Washington D. C. Area Film Critics Association | Mejor banda sonora                                                                                 | Howard Shore                                                                                     | Nominado  |
| World Soundtrack Academy                       | Mejor banda sonora original cinematográfica del año                                                | Howard Shore                                                                                     | Nominado  |